# Trattato di Christmemel
Il trattato di Christmemel (in lituano Skirsnemunės sutartis) fu un trattato firmato il 19 giugno 1431 da Paul von Rusdorf, Gran maestro dell'Ordine teutonico, e Švitrigaila, granduca di Lituania. Švitrigaila stava preparandosi per una guerra contro la Polonia per difendere il suo diritto al trono lituano e cercava alleati. Il trattato stabilì un'alleanza anti-Polonia e spinse i Cavalieri ad invadere il Regno di Polonia, dando il via alla guerra polacco-teutonica (1431-1435). La Lituania cedette anche Palanga e tre miglia della costa sul mar Baltico, modificando così il trattato di Melno del 1422.

## Contesto storico
Il granduca Vitoldo morì a ottobre 1430 non lasciando eredi per regnare sul granducato di Lituania. Secondo i termini dell'unione di Horodło del 1413, la nobiltà lituana giurò di non eleggere un nuovo granduca senza l'approvazione del Regno di Polonia. Ciò nonostante, i nobili lituani elessero unilateralmente Švitrigaila, fratello del re di Polonia Jogaila, come il loro granduca. Švitrigaila rifiutò di giurare fedeltà a suo fratello e cercò di ottenere la corona reale, in origine intesa per Vitoldo. La Polonia e la Lituania cominciarono i preparativi per la guerra. Švitrigaila cercò degli alleati contro la Polonia e si immaginava una grande alleanza tra granducato di Lituania, Sacro Romano Impero, Ordine teutonico, Moldavia, e l'Orda d'Oro. Assicurarsi il sostegno dei teutonici era di un'importanza fondamentale.

## Negoziati e termini
I Cavalieri teutonici erano un alleato naturale di Švitrigaila perché volevano annullare l'unione polacco-lituana, istituita nel 1385, che portò alla loro sconfitta nella battaglia di Grunwald del 1410 e nella guerra di Gollub nel 1422. Švitrigaila cominciò a discutere con i Cavalieri poco dopo la morte di Vitoldo mandando emissari in Prussia. Tuttavia, il Gran maestro Paul von Rusdorf ritardò a rispondere e si consultò con l'Ordine livoniano, Sigismondo di Lussemburgo, i principi elettori, e il papa Martino V. L'Ordine livoniano consigliò di sostenere Švitrigaila ma anche di non tagliare la relazione con la Polonia, Sigismondo e i principi elettori sostennero l'alleanza, mentre il papa la oppose. Verso la fine di maggio 1431, Rusdorf incontrò di persona Švitrigaila ma rifiutò ancora di entrare in un accordo affermando che avrebbe dovuto discuterne con i Prussian estates. La riluttanza di Rusdorf può essere spiegata dai tentativi della Polonia di formare un'alleanza polacco-lituana contro Švitrigaila.
Il trattato fu concluso il 19 giugno 1431 nella fortezza di Christmemel (situata vicino all'odierno villaggio di Skirsnemunė). Il trattato stabilì un'alleanza militare: se una parte venisse attaccata, l'altra sarebbe obbligata a difenderla; si sarebbe dichiarata guerra solo se entrambe le parti sono d'accordo; un qualsiasi trattato di pace sarebbe applicato a entrambe le parti; i bottini sarebbero divisi equamente. Il trattato non aveva scadenza e sarebbe sopravvissuto alle morti di Švitrigaila e Rusdorf se i loro eredi avessero confermato l'accordo. Il trattato fu firmato da Rusdorf, il maestro livoniano Zisse von Rutenberg, e alcuni vescovi prussiani (Johannes Ambundii, arcivescovo di Riga, non partecipò). Dal lato lituano fu firmato da Švitrigaila, suo fratello Lengvenis e il cugino Sigismund Kęstutaitis, e vescovi e nobili lituani. Nove nobili lituani erano: il castellano di Vilnius Kristinas Astikas, l'anziano di Vilnius Jurgis Gedgaudas, l'anziano di Samogizia Mykolas Kęsgaila, il voivoda di Trakai Jaunius Kęsgaila, il castellano di Trakai Sungaila, il marszalek Rumbaudas Valimantaitis, Chodko Jurewicz, il reggente di Navahrudak Petras Mangirdaitis, il marszalek Jonas Goštautas.

## Conseguenze
A seguito del trattato di Christmemel, i cavalieri invasero la Polonia e saccheggiarono la Terra di Dobrzyń prima di essere sconfitti nella battaglia di Nakel a settembre 1431. Allo stesso tempo, l'esercito polacco invase la Volinia e assediò Švitrigaila nel castello di Luc'k. Švitrigaila propose la pace e il 1º settembre fu firmata una tregua formale di due anni, detta tregua di Staryi Chortoryisk.
Il trattato del 1431 fu confermato ancora a Christmemel il 15 maggio 1432.  Alla seconda firma c'erano 50 testimoni, tuttavia gli storici sottolineano che alcune figure prominenti della nobiltà lituana, tra cui Kristinas Astikas, erano assenti. Questo si interpreta come un segnale di crescente opposizione nei confronti del regno di Švitrigaila.  Infatti, un gruppo di nobili organizzò un golpe e depose Švitrigaila nell'agosto 1432. I cavalieri tennero fede alla tregua di Staryi Chortoryisk, ma continuarono a sostenere Švitrigaila, perlopiù tramite l'Ordine livoniano. La loro alleanza fu definitivamente sconfitta nella battaglia di Pabaiskas del settembre 1435.